# Trophonopsis breviata
Trophonopsis breviata is een slakkensoort uit de familie van de Muricidae. De wetenschappelijke naam van de soort is voor het eerst geldig gepubliceerd in 1882 door Jeffreys.